# لیگ ستارگان عراق
لیگ ستارگان عراق (عربی: دوري نجوم العراق) لیگ برتر فوتبال کشور عراق است و بالاترین سطح مسابقات باشگاهی فوتبال در عراق به شمار می‌رود. این لیگ که در حال حاضر با حضور ۲۰ تیم برگزار می‌شود در سال ۱۹۷۴ و تحت عنوان «لیگ برتر فوتبال عراق» تأسیس شده‌است. این لیگ تحت نظارت فدراسیون فوتبال عراق است.